# ماهی چشم‌آبی باله‌سرخ
ماهی چشم‌آبی باله‌سرخ (نام علمی: Scaturiginichthys vermeilipinnis) نام یک گونه از تیره رنگ‌ماهی است.